# Рутка Шляйхера
Рутка Шляйхера, рутка Шлейхера (Fumaria schleicheri) — вид трав'янистих рослин родини макові (Papaveraceae), поширений у Європі крім півночі та сходу, й на заході Азії.

## Опис
Однорічна гола рослина 10–50 см заввишки. Стебла прямовисні чи висхідні, гіллясті, залистнені, від зеленого до сіро-зеленого забарвлення. Плодоніжка ≈ 4 мм завдовжки. Приквітки в 3 рази коротші від плодоніжки. Китиця щільна, 8–28-квіткова. Чашолистки голі, трикутно-яйцюваті, нерівномірно зубчасті, вужчі за пелюстки, від білястого до рожевого кольору. Пелюстки рожево-пурпурові, рідко білясті, темно-пурпурові на верхівці. Сім'янки кулясті чи еліптичні, верхівки загострені. Насіння кругле, буре. 2n=32. Цвіте з травня по вересень.

## Поширення
Поширений у Європі крім півночі та сходу, в Азії до Казахстану й північно-західного Ірану.
В Україні вид зростає на полях, городах, уздовж доріг — на всій території.